# K-391

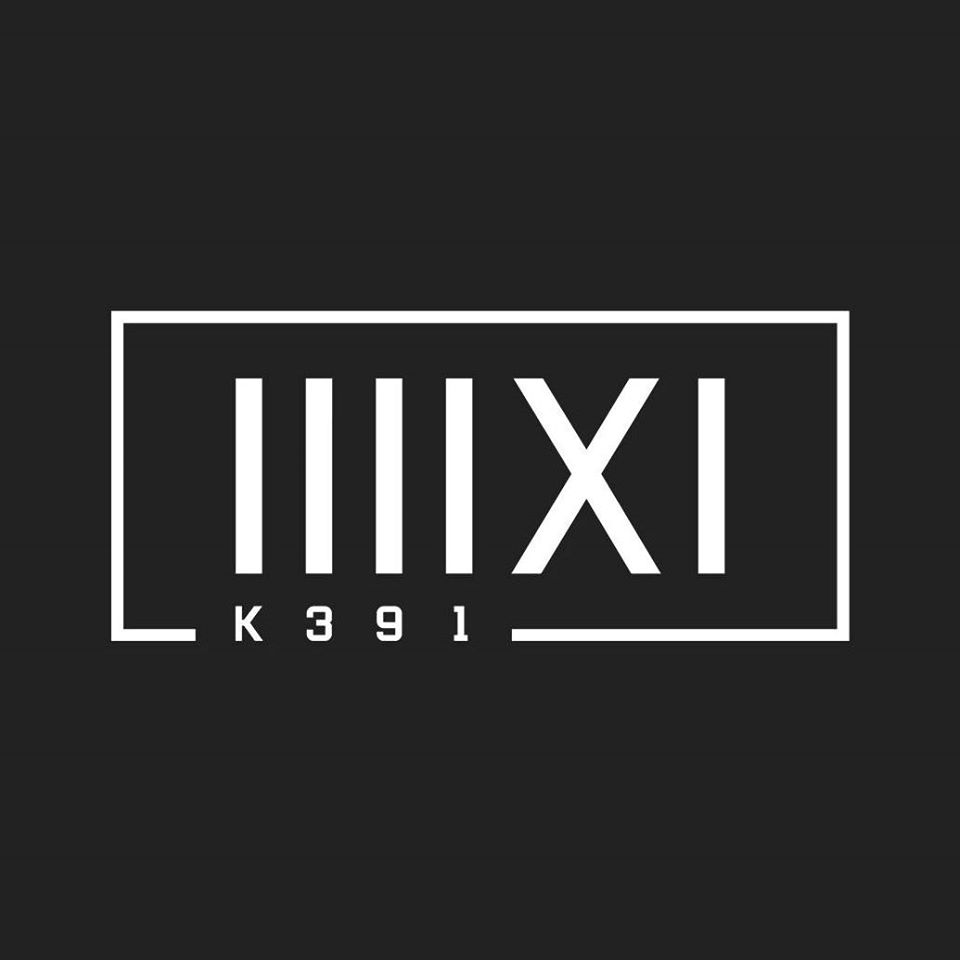
Logo von K-391

Kenneth Osberg Nilsen (* 2. November 1994), besser bekannt unter dem Pseudonym K-391, ist ein norwegischer DJ und Musikproduzent. Im Jahr 2018 feierte er mit der Single Ignite in Zusammenarbeit mit Alan Walker großen Erfolg und erreichte in Norwegen den Platz eins der Charts.

## Karriere und Erfolge
Nilsen begann im Jahre 2013 seine Karriere als Musikproduzent mit der Veröffentlichung der Single Dream of Something Sweet durch das Label NoCopyrightSounds.
Den ersten großen Erfolg konnte er mit dem Song Ignite in Zusammenarbeit mit Alan Walker verzeichnen. Er erreichte Platz eins in den norwegischen Charts und war auch weltweit ein großer Erfolg.
Er arbeitete einige weitere Male mit Alan Walker zusammen.

## Diskografie

### Alben
- 2018: Hello, World

### EPs
- 2018: Ignite (Remixes)

### Singles
| Jahr | Titel Album          | Höchstplatzierung, Gesamtwochen, AuszeichnungChartplatzierungen (Jahr, Titel, Album, Platzierungen, Wochen, Auszeichnungen, Anmerkungen) | Höchstplatzierung, Gesamtwochen, AuszeichnungChartplatzierungen (Jahr, Titel, Album, Platzierungen, Wochen, Auszeichnungen, Anmerkungen) | Höchstplatzierung, Gesamtwochen, AuszeichnungChartplatzierungen (Jahr, Titel, Album, Platzierungen, Wochen, Auszeichnungen, Anmerkungen) | Höchstplatzierung, Gesamtwochen, AuszeichnungChartplatzierungen (Jahr, Titel, Album, Platzierungen, Wochen, Auszeichnungen, Anmerkungen) | Höchstplatzierung, Gesamtwochen, AuszeichnungChartplatzierungen (Jahr, Titel, Album, Platzierungen, Wochen, Auszeichnungen, Anmerkungen) | Höchstplatzierung, Gesamtwochen, AuszeichnungChartplatzierungen (Jahr, Titel, Album, Platzierungen, Wochen, Auszeichnungen, Anmerkungen) | Anmerkungen                                                                                                |
| Jahr | Titel Album          | AT | CH | Dance | NO | SE | FI | Anmerkungen                                                                                                |
| ---- | -------------------- | --- | --- | --- | --- | --- | --- | --- |
| 2018 | Ignite –             | — | — | Dance28 (12 Wo.)Dance | NO1 ×4Vierfachplatin · (28 Wo.)NO | SE13 (28 Wo.)SE | FI5 (11 Wo.)FI | Erstveröffentlichung: 11. Mai 2018 Verkäufe: + 260.000; feat. Alan Walker, Julie Bergan & Seungri          |
| 2018 | Different World      | — | CH73 (1 Wo.)CH | Dance32 (8 Wo.)Dance | NO31 (5 Wo.)NO | — | FI14 (2 Wo.)FI | Erstveröffentlichung: 30. November 2018 mit Alan Walker & Sofia Carson feat. CORSAK                        |
| 2018 | Lily Different World | — | — | Dance12 (26 Wo.)Dance | — | — | — | Erstveröffentlichung: 14. Dezember 2018 mit Alan Walker & Emelie Hollow                                    |
| 2019 | Play –               | AT44 (17 Wo.)AT | CH78 (1 Wo.)CH | Dance32 (17 Wo.)Dance | NO2 ×2Doppelplatin · (15 Wo.)NO | SE25 (12 Wo.)SE | FI11 (9 Wo.)FI | Erstveröffentlichung: 30. August 2019 Verkäufe: + 120.000; mit Alan Walker & Martin Tungevaag feat. Mangoo |
| 2020 | End of Time –        | — | CH82 (1 Wo.)CH | — | NO4 Platin · (17 Wo.)NO | SE60 (6 Wo.)SE | — | Erstveröffentlichung: 6. März 2020 Verkäufe: + 60.000; mit Alan Walker & Ahrix                             |
| 2021 | Paradise –           | — | — | Dance32 (2 Wo.)Dance | NO31 (2 Wo.)NO | — | — | Erstveröffentlichung: 23. September 2021 mit Alan Walker & Boy in Space                                    |

Weitere Singles
- 2012: Electro House 2012 (NO: Gold)
- 2012: Boombox 2012 (NO: Platin)
- 2016: Earth
- 2018: Mystery (feat. Wyclef Jean, Remixe incl. The Partysquad oder Mark Shakedown)

### Gastbeiträge
- 2017: Ignite (Instrumental) (Alan Walker feat. K-391)

## Auszeichnungen für Musikverkäufe
2× Platin-Schallplatte
- Polen
  - 2019: für die Single Ignite

Anmerkung: Auszeichnungen in Ländern aus den Charttabellen bzw. Chartboxen sind in ebendiesen zu finden.
| Land/RegionAuszeichnungen für Musikverkäufe (Land/Region, Auszeichnungen, Verkäufe, Quellen) | Gold  | Platin       | Verkäufe | Quellen |
| -------------------------------------------------------------------------------------------- | ----- | ------------ | -------- | ------- |
| Norwegen (IFPI)                                                                              | Gold1 | 8× Platin8   | 615.000  | ifpi.no |
| Polen (ZPAV)                                                                                 | —     | 2× Platin2   | 40.000   | olis.pl |
| Insgesamt                                                                                    | Gold1 | 10× Platin10 |          |         |